# 甲酸钇
甲酸钇是钇(III)的甲酸盐，化学式为Y(HCOO)3。

## 性质
甲酸钇受热可以分解，其分解反应有三个阶段：
Y(HCOO)3 → YO(HCOO) + H2 + CO2 + CO
2 YO(HCOO) → Y2O2CO3 + H2 + CO
Y2O2CO3 → Y2O3 + CO2
第一个阶段产生的YO(HCOO)中间体，在La和Tb～Lu甲酸盐的分解中也被观察到。